# BMP5
BMP5 (англ. Bone morphogenetic protein 5) — білок, який кодується однойменним геном, розташованим у людей на короткому плечі 6-ї хромосоми. Довжина поліпептидного ланцюга білка становить 454 амінокислот, а молекулярна маса — 51 737.
| 10         |  | 20         |  | 30         |  | 40         |  | 50         |
| ---------- |  | ---------- |  | ---------- |  | ---------- |  | ---------- |
| MHLTVFLLKG |  | IVGFLWSCWV |  | LVGYAKGGLG |  | DNHVHSSFIY |  | RRLRNHERRE |
| IQREILSILG |  | LPHRPRPFSP |  | GKQASSAPLF |  | MLDLYNAMTN |  | EENPEESEYS |
| VRASLAEETR |  | GARKGYPASP |  | NGYPRRIQLS |  | RTTPLTTQSP |  | PLASLHDTNF |
| LNDADMVMSF |  | VNLVERDKDF |  | SHQRRHYKEF |  | RFDLTQIPHG |  | EAVTAAEFRI |
| YKDRSNNRFE |  | NETIKISIYQ |  | IIKEYTNRDA |  | DLFLLDTRKA |  | QALDVGWLVF |
| DITVTSNHWV |  | INPQNNLGLQ |  | LCAETGDGRS |  | INVKSAGLVG |  | RQGPQSKQPF |
| MVAFFKASEV |  | LLRSVRAANK |  | RKNQNRNKSS |  | SHQDSSRMSS |  | VGDYNTSEQK |
| QACKKHELYV |  | SFRDLGWQDW |  | IIAPEGYAAF |  | YCDGECSFPL |  | NAHMNATNHA |
| IVQTLVHLMF |  | PDHVPKPCCA |  | PTKLNAISVL |  | YFDDSSNVIL |  | KKYRNMVVRS |
| CGCH       |  |            |  |            |  |            |  |            |

A: Аланін

C: Цистеїн

D: Аспарагінова кислота

E: Глутамінова кислота

F: Фенілаланін

G: Гліцин

H: Гістидин

I: Ізолейцин

K: Лізин

L: Лейцин

M: Метіонін

N: Аспарагін

P: Пролін

Q: Глутамін

R: Аргінін

S: Серин

T: Треонін

V: Валін

W: Триптофан

Кодований геном білок за функціями належить до цитокінів, факторів росту, білків розвитку. 
Задіяний у таких біологічних процесах, як остеогенез, диференціація клітин, альтернативний сплайсинг. 
Секретований назовні.